# チーム友達
「チーム友達」（チームともだち）は、千葉雄喜の楽曲である。2024年2月13日にYC Soundsよりリリースされた。プロデューサーはKoshy。2021年以来、音楽活動を引退していた千葉の復帰後初の音源である。

## 経緯

### KOHHの引退と千葉雄喜としての復帰
KOHHこと千葉雄喜は2008年に音楽活動をはじめ、2012年に処女作となるミックステープ『YELLOW T△PE』を、2014年にアルバム『Monochrome』をリリースした。日本語ラップに早い段階からトラップ的な音楽性を持ち込んだことで知られ、言葉数をつめこまず、平易な語彙でストレートなメッセージを伝えるそのスタイルは、巧みな比喩や堅い韻を重視していた従来のシーンを変革させる、強い影響を与えた。また、2016年にフランク・オーシャン「Nikes」、宇多田ヒカル「忘却」、2018年にはマライア・キャリー「Runway」に客演した。しかし、KOHHとクリエイティブディレクターの318（高橋良）は、当初よりキャリアが絶頂となった時点で音楽活動を引退することを約束しており。2020年1月16日に引退を発表し、2021年12月28日のザ・クロマニヨンズとのツーマンライブをもって音楽活動を終了した。
その後は本名である千葉雄喜名義で活動し、2023年12月より『文學界』において「千葉雄喜の雑談」と題したエッセイ連載を開始したほか、2024年1月12日にリリースされたYan Seku『NATURAL PUNKS』の総合プロデュースをおこなっていた。

### リリース
「チーム友達」は元来 Jin Dogg ら「DIRTY KANSAI」のラッパーが自らの周囲を指して用いていた言葉で、彼らのレーベルであるHIBRID ENTERTAINMENTは2018年のインタビューで、その由来について「今共に音楽をやってるFresh Dude Crew やBK、Young Cocoなどは最近ではなく、昔からの友達で、その友達で集まって音楽をやってるから」と答えている。また、同レーベルに所属するプロデューサーの Lil YamaGucci は、2020年のインタビューでこの言葉の意味するところについて「HIBRID ＜ Team Tomodachi ＜ DIRTY KANSAI！」と答えている。
Jin Doggと面識のあった千葉はこの言葉を非常に気に入っていた。Koshy、Young Coco、Jin Doggらとともに食事をしたのを契機に2023年の11月後半ごろに「チーム友達」を作成した。ビートはYoung CocoとKoshyがつくり、完成した楽曲は市内で開かれていたイベントにその場で持ち込まれた。
俺って大阪に友達いねーなーってそん時思ってたんすよ。そうしたら携帯鳴って。ジンドッグからだったんすよ。「何してる？　今スタジオおって、ヤンココが曲作ってるけど」って。それで俺も「今行く」ってなりました。俺が向かってる時にジンドッグが一回家帰って子供たち連れて来て、そのままみんなで鶴橋にお好み焼き食いに行って……ジンドッグは「またあとで行くわ～」って帰って、俺とヤンココとコッシーの３人でスタジオ行ってビート作り出して──。 　チーム友達ってジンドッグのワードなのわかります？　めっちゃ言うんすよ。それを俺が拝借しました。その後、ジンドッグとマダムウー合流して出来たばっかの「チーム友達」流して、盛り上がったっすね。—千葉雄喜、「千葉雄喜の雑談」連載第4回、『文學界』2024年4月号、454頁。
千葉は近しいDJらに音源を配っており、正式なリリース前から同曲はクラブで流されていた。千葉のクリエイティブディレクターである高橋は、同曲のリリースを持ちかけ、この際にミュージックビデオが撮影された。千葉はMV撮影のための人員を電話で募ったところ、彼いわく100人以上が集まったという。

## 反響
「チーム友達」は、MV公開後、大きな反響を呼んだ。2024年2月28日付のSpotify「Daily Viral Songs（Japan）」で1位となったほか、3月6日付のBillboard JAPANチャート「Heatseekers Songs」で4位となった。リミックス（後述）を含めたTiktokでの音源総再生数は、2024年5月2日時点で2億5000万回を超えた。また、Chris Brown、Bun B、Duke Deuce、NLE Choppa、Megan Thee StallionなどがSNSで同曲に反応した。
同曲は、メンフィスのテイストを取り入れた、Real Sound の伊藤亜希いわく「洋楽然としていて洗練されていながら、低音を効かせた」トラップである。伊藤は「ドープな低音のリズムがループ」するミニマルなビートに、シンプルな歌詞が乗せられる構成、「友人の大集団」が自由に楽曲を楽しむ様子が撮影されたMVなどがいずれも「チーム友達」というシチュエーションを強調する役割を担い、同曲が「大集団で自由に曲を楽しむ」というTiktokのあらたな潮流に乗ったことがバイラルヒットの原因であると論じた。また、服部昇大は「チーム友達」の歌詞が驚くほど安直であることに触れ、「KOHHほどシンプルっていうか本質的っていうか適当っていうか、ラップの存在感自体でインパクトを残すラッパーもいない」と評価している。田辺ユウキは、「コロナ後」の日本において「仲間とワイワイと騒ぎながらなにかを楽しむことの大事さ」があらためて認識されるようになったことが、同曲のヒットの理由ではないかと述べている。
リリース後の2024年4月19日に公開された『THE FIRST TAKE』の第428回に登場し、「チーム友達」をパフォーマンスしている。

### リミックス
3月12日に、Young Coco・Jin Doggを客演に迎えた「チーム友達 (Dirty Kansai Remix)」がリリースされた。また、4月10日にはSOCKS・¥ellow Bucks・MaRI・DJ RYOWを客演に迎えた「チーム友達 (東海 Remix)」がリリースされた。5月2日には、これまでに発表された3曲を含む全13曲からなる、コンピレーションアルバムの『チーム友達 The Remixes』がリリースされた。収録曲は以下の通りである。
1. チーム友達 (青森 Remix)
2. チーム友達 (eyden Remix)
3. チーム友達 (キングギドラ Remix)
4. チーム友達 (九州 Remix)
5. チーム友達 (SKY-HI Remix)
6. チーム友達 (Dirty Kansai Remix)
7. チーム友達
8. チーム友達 (Duke Deuce Remix)
9. チーム友達 (東海 Remix)
10. チーム友達 (BUN B IITIGHT Remix)
11. チーム友達 (BUN B IITIGHT Screwed & Chopped Remix【Screwed by Screw Tight Clicc】)
12. チーム友達 (Loota Remix)
13. チーム友達 (Watson Remix)

3月19日におこなわれた「チーム友達」のリリースパーティでは、ZORNによるリミックスが披露された。また、11月1日にはウィル・スミスによる「Team Tomodachi（Will Smith Remix）」が発表された。